# Cetejus sodalis
Cetejus sodalis es una especie de coleóptero de la familia Passalidae.

## Distribución geográfica
Habita en Ternate (Indonesia).